# BBC News Channel
BBC News es un canal de televisión de noticias de la televisión pública británica en abierto. Lanzado como BBC News 24 el 9 de noviembre de 1997 como parte de la incursión de la BBC en los canales de televisión digital, convirtiéndose en el primer competidor de Sky News, que llevaba funcionando desde 1989.
El 22 de febrero de 2006, la cadena fue nombrada Canal de Noticias del Año en los Premios de Periodismo Televisivo de la Real Sociedad de Televisión por primera vez en su historia. El jurado comentó que ese fue el año en que el canal "realmente se hizo realidad". La cadena ganó el premio por segunda vez en 2017.
A partir de mayo de 2007, los espectadores del Reino Unido podían ver el canal a través del sitio web de BBC News. En abril de 2008, el canal pasó a llamarse BBC News Channel, como parte de un cambio de imagen de 550.000 libras esterlinas de la producción de noticias de la BBC, con un nuevo estudio y presentación. Su servicio hermano, BBC World, también pasó a llamarse BBC World News, mientras que los boletines de noticias nacionales se convirtieron en BBC News at One, BBC News at Six y BBC News at Ten. A lo largo del día, el canal tiene una audiencia media que duplica la de Sky News.
En julio de 2022, la BBC tomó la decisión de fusionar BBC News (para la audiencia del Reino Unido) y BBC World News (para la audiencia internacional) como una sola cadena de noticias, bajo el nombre de BBC News. El canal se lanzará en abril de 2023 e incluirá noticias tanto del Reino Unido como de todo el mundo.
El canal tiene su sede y emite desde Broadcasting House en el West End de Londres

## Historia
En un principio, BBC News 24 sólo estaba disponible a tiempo completo en el cable y el resto de los espectadores sólo podían ver el canal por la noche cuando BBC One no estaba en antena. Esta cobertura se mejoró en 1998 con la llegada de la televisión digital al Reino Unido, lo que permitió a los espectadores de la televisión digital terrestre y por satélite ver también el servicio. Al principio era difícil conseguir un receptor digital por satélite o terrestre sin estar suscrito a Sky u ONdigital respectivamente, pero ahora el canal forma una parte importante de los paquetes de canales de Freeview y Freesat.
La BBC había gestionado el canal de noticias internacionales BBC World durante dos años y medio antes del lanzamiento de BBC News 24 el 9 de noviembre de 1997. Sky News ha tenido vía libre para la cobertura de noticias nacionales durante más de ocho años (desde el 5 de febrero de 1989) y, al ser propiedad de News Corporation, sus papeles fueron utilizados para criticar a la BBC por ampliar su producción de noticias.
Sky News se opuso a la ruptura de su monopolio, quejándose de los costes asociados a la gestión de un canal que sólo una minoría podía ver con el pago de la licencia. Sky News alegó que se había incentivado a varios operadores de cable británicos para que emitieran News 24 (que, como canal financiado por el canon, se ponía a disposición de dichos operadores de forma gratuita) en lugar de Sky News comercial. Sin embargo, en septiembre de 1999, la Comisión Europea se pronunció en contra de una denuncia presentada por Sky News en la que se afirmaba que el canal financiado con fondos públicos era injusto e ilegal según la legislación de la UE. La Comisión dictaminó que el canon debía considerarse una ayuda estatal, pero que dicha ayuda estaba justificada debido a la misión de servicio público de la BBC y que no superaba los costes reales.
El informe anual de los gobernadores de la BBC para 2005/2006 informó de que las cifras de audiencia media para periodos de quince minutos habían alcanzado el 8,6% en los hogares multicanal, frente al 7,8% de 2004/2005. El informe de 2004 afirmaba que el canal superaba a Sky News tanto en alcance semanal como mensual en los hogares multicanal para el periodo de enero de 2004, y por primera vez en dos años se situaba por delante de Sky News en la percepción de ser el mejor canal para las noticias.
Cambio de marca en 2008
El 21 de abril de 2008, BBC News 24 pasó a llamarse BBC News en el propio canal, pero en otros servicios de la BBC se le conoce como BBC News Channel. Esto formaba parte del plan de futuro creativo, lanzado en 2006, para reunir toda la producción de BBC News bajo una única marca.
El Canal de Noticias de la BBC se trasladó del plató N8, que se convirtió en la sede de BBC World News, a lo que antes era la sede de las noticias nacionales en el Estudio N6, lo que permitió al canal compartir su plató con BBC News at One y BBC News at Ten, mientras que otros boletines se trasladaron al Estudio TC7.
El canal se trasladó, junto con el resto de servicios de noticias de la BBC en el Centro de Televisión, a la recién reformada Broadcasting House el 18 de marzo de 2013, a las 13:00 GMT. La presentación y los gráficos en pantalla se han renovado, con nuevos estudios de alta definición y un telón de fondo de la sala de prensa en directo. Las cámaras en movimiento de la sala de prensa forman parte de la secuencia de títulos de la hora y se utilizan al comienzo de los boletines meteorológicos.